# 兰甘亨碑

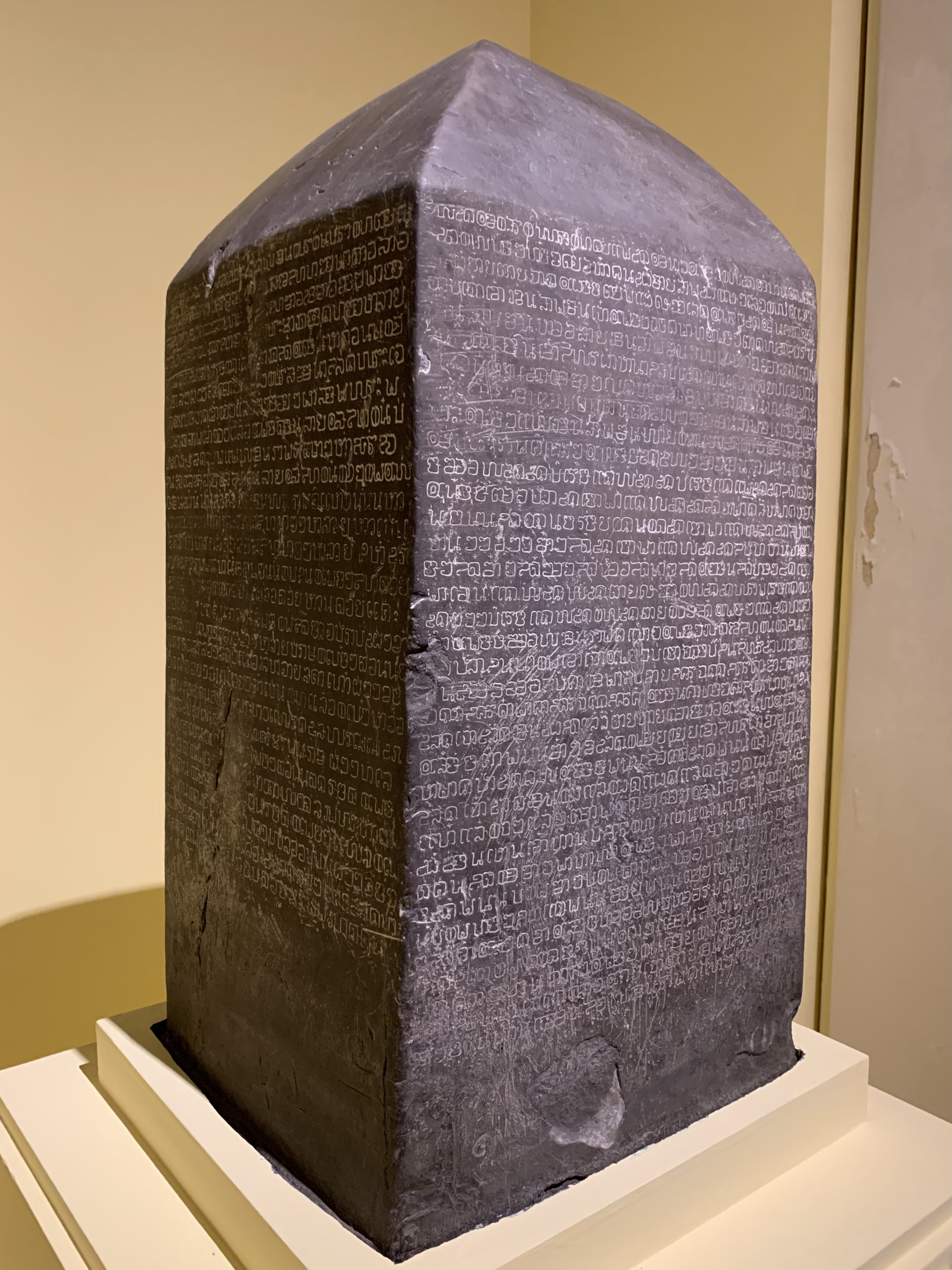
曼谷國立博物館的兰甘亨碑

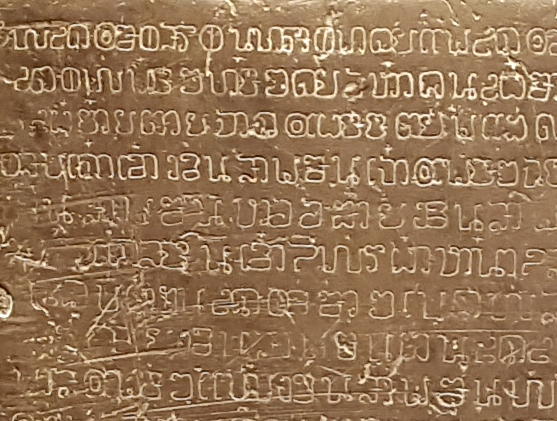
兰甘亨碑文细部

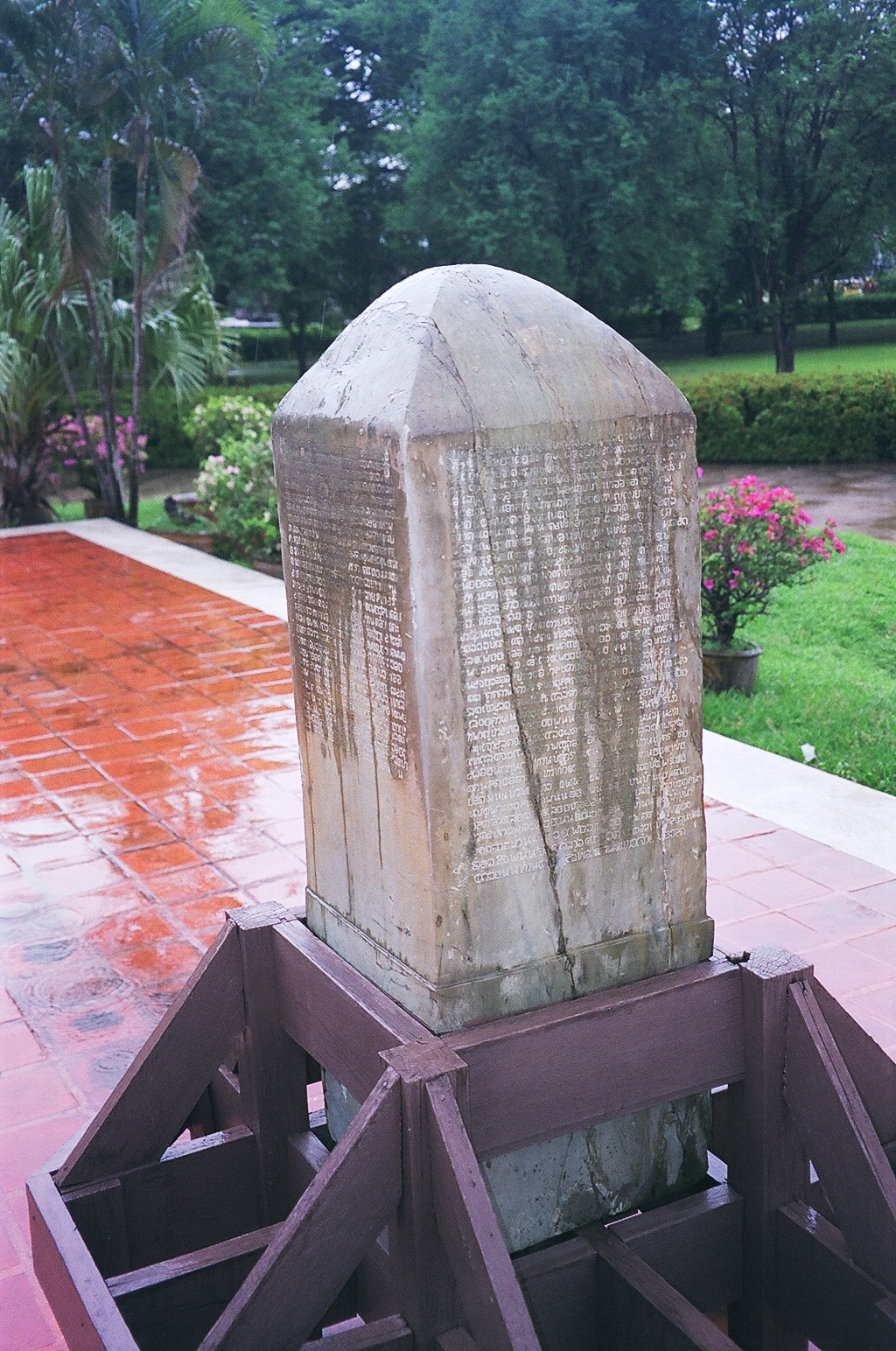
素可泰历史公园放置的仿制品

兰甘亨碑是一方素可泰王朝兰甘亨下令制作的石碑，刻于1292年，是目前已知最早的泰文文献。1833年由当时出家为僧的泰王蒙固（拉玛四世）在素可泰城发现。 2003年，联合国教科文组织将该碑文列入世界记忆计划。
石碑为粉砂岩制锥顶四方柱，高114.5厘米。四面刻有碑文，主要以素可泰王国国王兰甘亨本人的口吻叙述了他的事迹。碑文中的名句""（意为“水里有鱼，田里有稻”，第一面18-19行）常被用来描述泰国物产之丰富，资源之富足。
1986年，美国东南亚史学家迈克尔·维克里对该碑文的真实性提出了质疑，该观点受到了一些人的支持，后来更有人进一步认为是发现者拉玛四世伪造的。